# Palaelodus
Il paleolodo (gen. Palaelodus) era un uccello primitivo, imparentato alla lontana con i fenicotteri. Visse tra l'Oligocene medio e il Miocene medio (tra 30 e 12 milioni di anni fa). I suoi resti sono stati rinvenuti soprattutto in Europa e in Australia. Alcuni fossili australiani sono databili al Pleistocene medio (mezzo milione di anni fa), ma probabilmente non appartengono a questo genere.

## Descrizione
Come i suoi attuali parenti, il paleolodo era dotato di zampe lunghe e sottili e di un collo allungato, anche se le dimensioni erano in genere molto inferiori a quelle dei fenicotteri, così come le proporzioni corporee: di fatto, il paleolodo aveva un aspetto meno gracile. Nonostante siano stati rinvenuti numerosi resti fossii di questo animale, è ancora incerto il vero aspetto del cranio del paleolodo; sembra comunque che il becco non fosse ricurvo all'ingiù come quello dei fenicotteri attuali, ma fosse abbastanza dritto e corto. Sembra inoltre che il sistema di filtraggio tipico dell'apparato boccale dei fenicotteri non si fosse ancora sviluppato.
Anche se l'osteologia postcranica di Palaelodus assomiglia molto a quello di fenicotteri viventi, il cranio è completamente diverso. La morfologia della mandibola getta qualche dubbio sulla ipotesi precedenti che Palaelodus già sviluppato un apparato di alimentazione filtro. La forma delle falangi del piede indicano attitudine al nuoto, e sono inoltre presenti alcune differenze nella colonna vertebrale rispetto ai fenicotteri, che suggeriscono un modo di alimentazione diverso rispetto fenicotteri esistenti. Sono state inoltre rilevate in Palaelodus alcune caratteristiche derivate, condivise da fenicotteri, svassi, e alcuni taxa "gruiformi", che potrebbero aiutare a stabilire i parenti più stretti esistenti di fenicotteri e svassi (Mayr, 2014).

## Classificazione
La famiglia dei paleolodidi (Palaelodidae) è considerata il sister group dei moderni fenicotteri; l'ordine dei fenicotteriformi (Phoenicopteriformes), al quale appartengono le due famiglie, si è evoluto probabilmente da antenati simili a svassi. Con le sue caratteristiche miste, il paleolodo è spesso visto come una forma intermedia tra gli uccelli tuffatori e pescatori come gli svassi e i fenicotteri filtratori, che si cibano di invertebrati. È improbabile, tuttavia, che i paleolodi fossero gli antenati dei fenicotteri; è più verosimile che si trattasse di un gruppo parallelo dalle caratteristiche relativamente primitive, che conservarono la nicchia ecologica del loro antenato comune.

### Specie

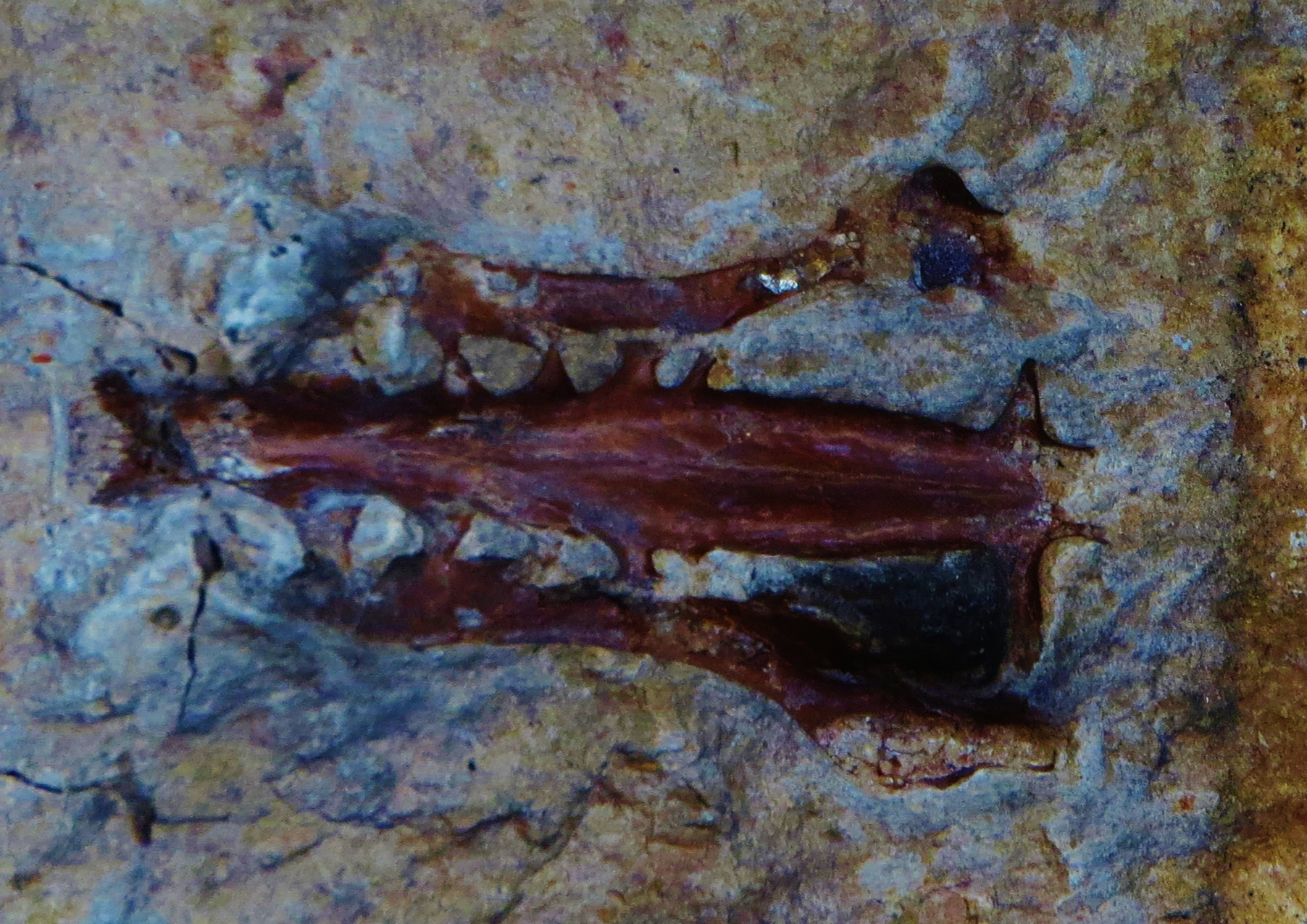
Osso sacro di Palaelodus ambiguus

La specie più nota di paleolodo è Palaelodus ambiguus, vissuta tra l'Oligocene medio e il Miocene medio; questa specie, nota in Europa centrale e occidentale, è particolarmente diffusa negli strati del Miocene (Hugueney et al., 2003). È possibile che alcuni fossili provenienti dalla Romania (Grus miocaenicus) appartenessero a questo animale. Altre specie di dubbia identità (P. gracilipes, P. crassipes) sono conosciute nell'Oligocene francese; l'animale classificato come Pliogrus germanicus, inoltre, potrebbe appartenere al genere Palaelodus, così come la forma nordamericana Megapalaelodus goliath.

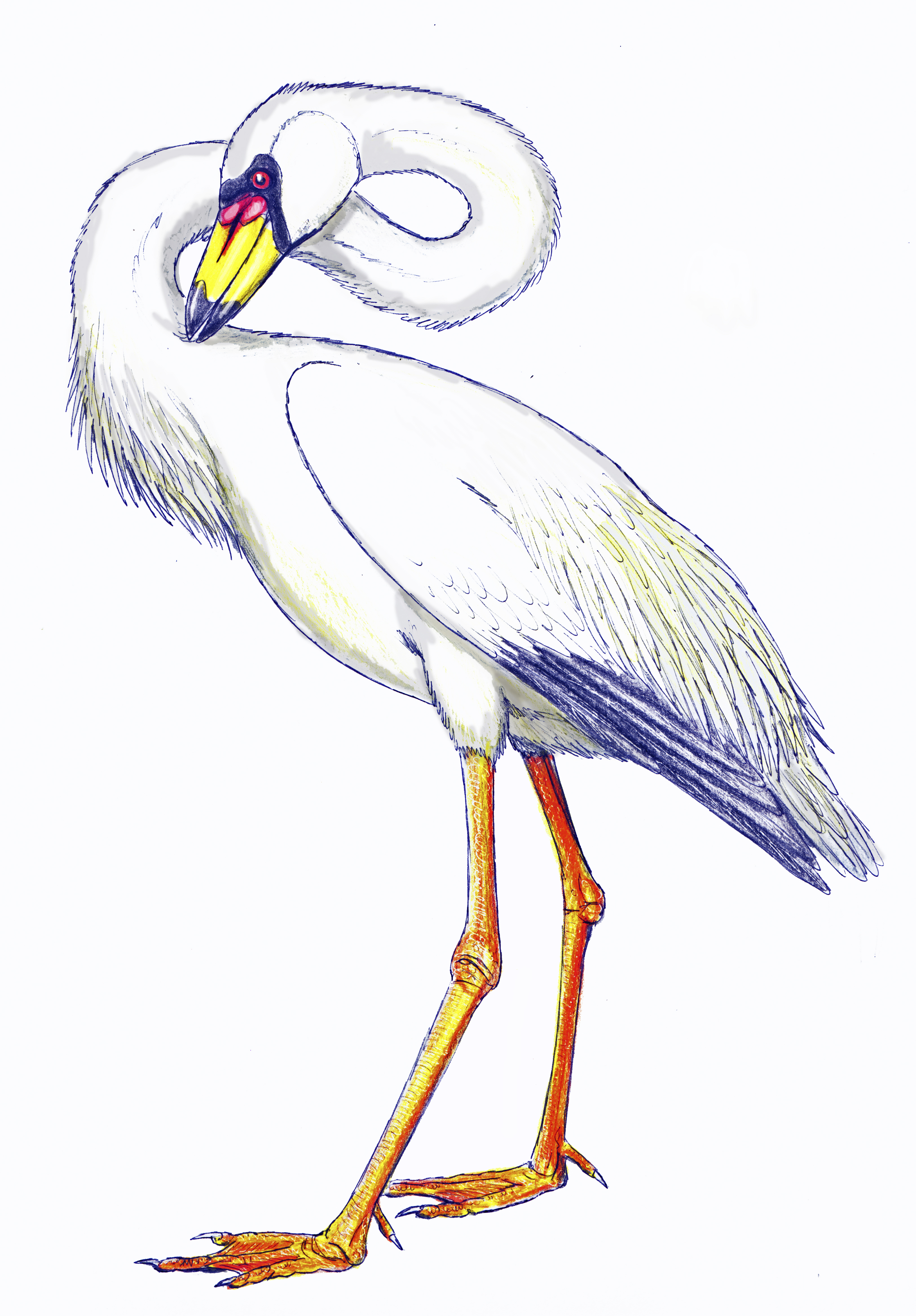
Ricostruzione di Palaelodus ambiguus

Dall'Australia proviene invece Palaelodus pledgei, sempre dell'Oligo-Miocene. Sempre nello stesso continente sono noti i resti classificati come Palaelodus wilsoni e rinvenuti in terreni risalenti ad appena mezzo milione di anni fa (Pleistocene medio). È possibile che questi fossili non appartengano a Palaelodus, ma rappresentano indubbiamente dei paleolodidi. Si presume che questi animali siano sopravvissuti in Australia più a lungo che nel resto del mondo per l'assenza di competizione con altri uccelli simili ma più evoluti. Gli eventi che portarono all'estinzione della megafauna australiana nel corso del Pleistocene, però, portarono alla scomparsa di queste forme relitte.

## Stile di vita
Alcuni paleontologi ritengono che questi animali fossero in grado di muoversi velocemente sott'acqua per inseguire le prede, come suggerirebbero alcune caratteristiche della colonna vertebrale e delle falangi del piede (Mayr, 2014). È però possibile, invece, che i paleolodi si procacciassero il cibo nuotando in superficie o stando ritti sulle zampe in acque basse, in modo analogo a quello delle forme attuali.